# Planetary Resources
Planetary Resources, Inc., dříve známá jako Arkyd Astronautics, je společnost založená v listopadu 2010, reorganizovaná a přejmenovaná byla s patřičnou slávou v roce 2012. Základním cílem je rozšířit pozemské přírodní zdroje vývojem a rozmístěním technologií pro těžbu asteroidů.

## Plány
Společnost se soustředí na robotickou těžbu asteroidů. První krokem bude zkoumat a analyzovat potenciální cíle mezi asteroidy, které jsou v krátké vzdálenosti od Země. Toho bude dosaženo pomocí satelitů, které budou pro tento účel umístěny na zemskou orbitu. Konkrétně se bude jednat o několik malých vesmírných teleskopů s různými snímacími schopnostmi. Dalším krokem bude vyslání průzkumných sond k vybraným asteroidům, které budou provádět hloubkové snímání a budou analyzovat konkrétní vzorky popř. je dopraví i zpět na Zemi. Jenom rozpoznání nejlepších objektů pro těžbu může trvat celé desetiletí.
Konečným cílem je uskutečnit plně automatickou (robotickou) těžbu asteroidů včetně transportu na Zemi. Uskutečnění celé vize je střednědobý až dlouhodobý úkol.